# 人頭税石

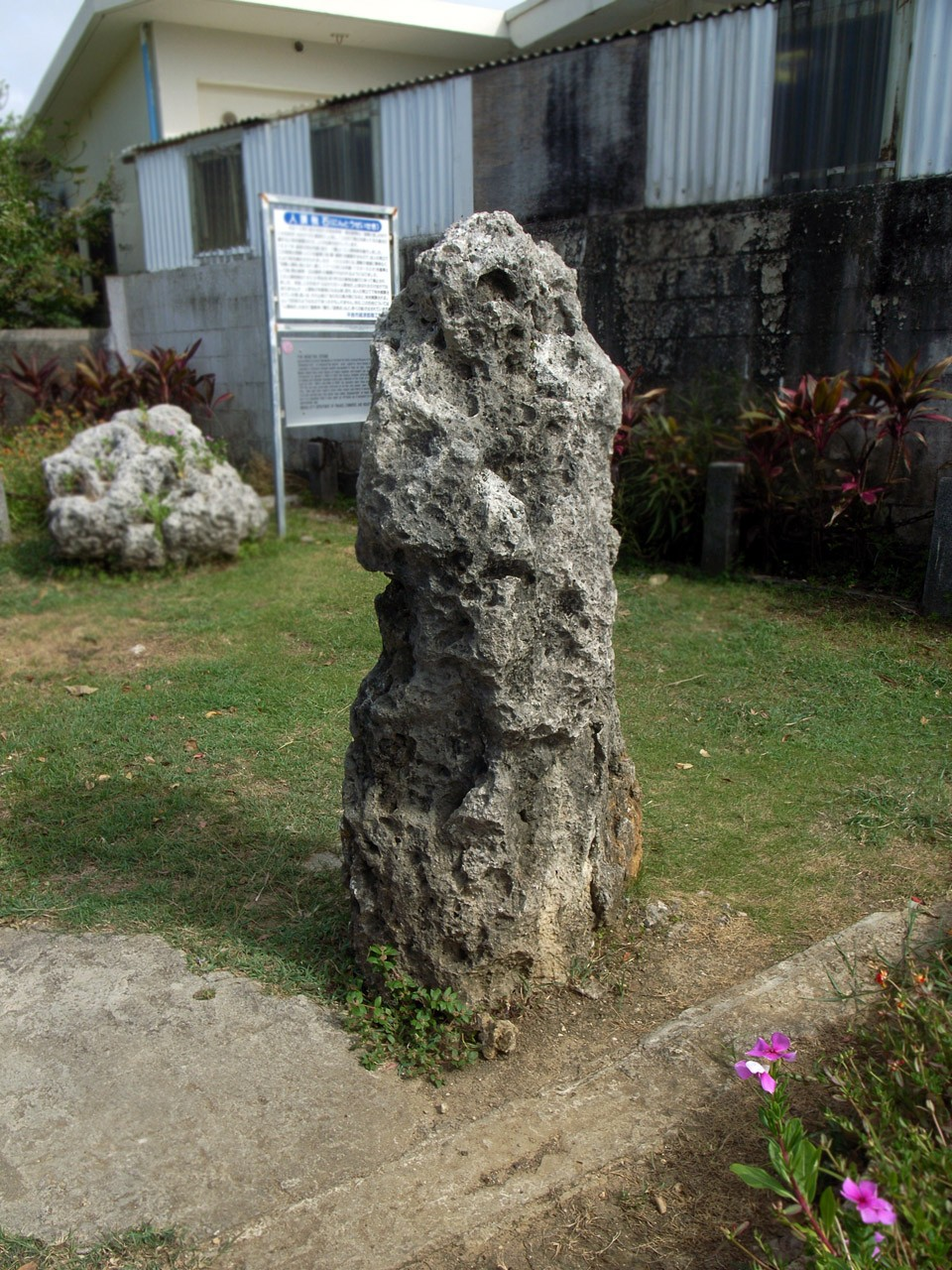
人頭税石

人頭税石（にんとうぜいせき、じんとうぜいせき）は、沖縄県宮古島市平良字荷川取にある高さ143cmほどの石柱。他に「賦測石」（ふばかりいし、ぶばかりいし）などの呼び方がある。なお、史跡などの文化財の指定は受けていない。

## 由来

### 人頭税石に関する伝承
1609年の琉球侵攻（琉球征伐）により琉球王国は薩摩藩に支配され、重税を課されることとなった。財政的に困窮した琉球王府は、1637年に先島（宮古・八重山）地方などへ厳しい人頭税を課した。人頭税の対象は15歳から50歳までとされたが、戸籍が整っていなかった宮古島では、人頭税石と同じ背の高さになると適齢に達したとみなされて課税されたと伝えられている。この伝承は、大正時代に宮古島を訪れた民俗学者・柳田國男が、著書『海南小記』に書き記したことから全国に広まり有名になった。
しかし、人頭税石を基準に課税されたことを歴史的事実と裏付ける記録はなく、このような伝承は人頭税による労苦を象徴的に示すものとして生まれ、語り継がれてきたのではないかと言われている。実際には、先島では人頭税課税の前年の1636年にはその準備のためとも言われる戸口調査が行われており、宮古島では1714年頃から正確な戸籍があったため、人頭税の対象を年齢で定めることが可能であった。同じく人頭税が課された石垣島にある石垣市立八重山博物館館長の黒島為一は、身長によって税を課せば、人々は身体の成長を阻害しようと試み、労働力の低下を招くから、そのような税制はあり得ないと論じている。

### 人頭税石の目的

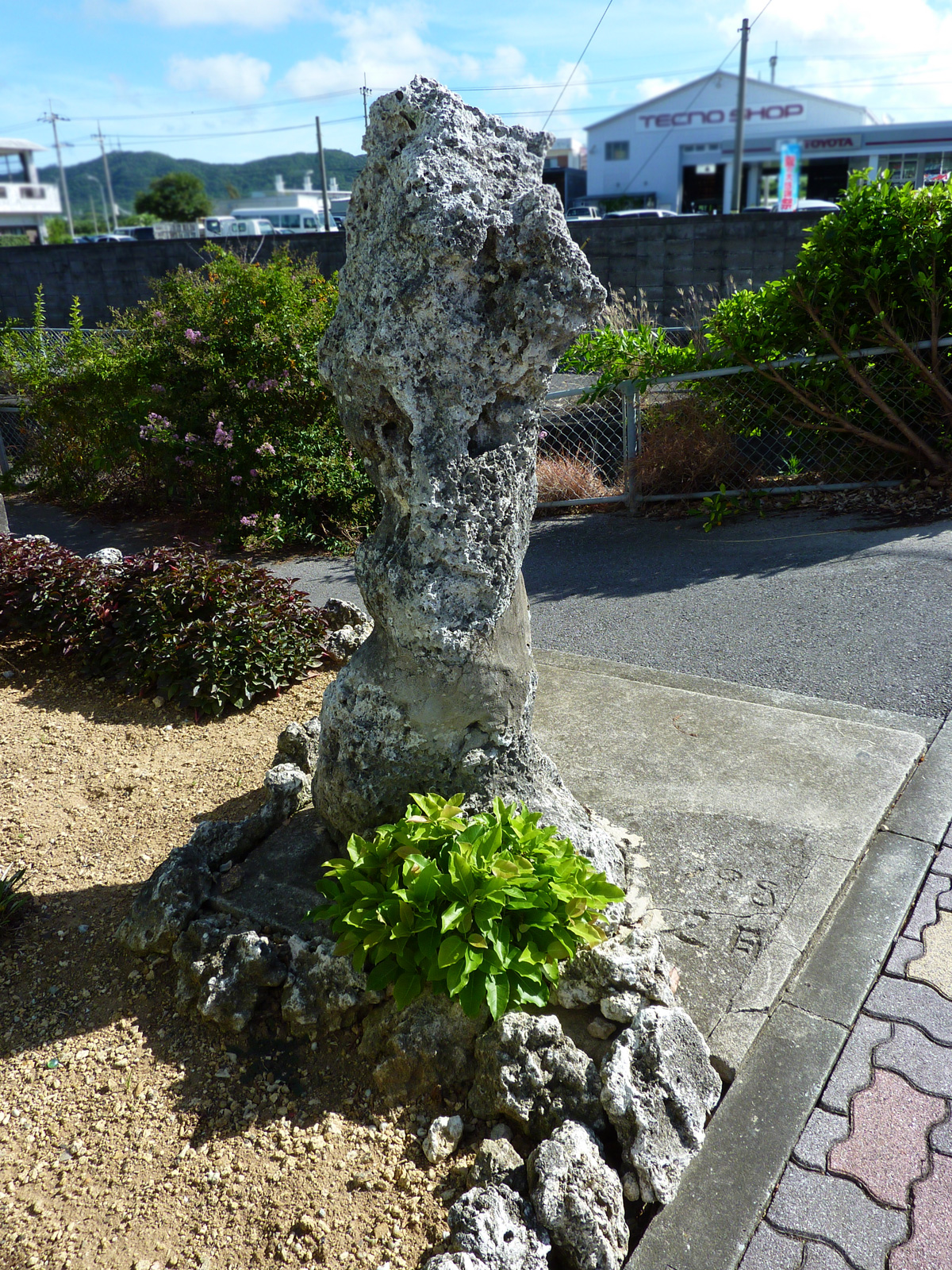
星見石（石垣島登野城）

この石が、何のための石であったかについては、人頭税の課税の目安であるという説の他にもいくつかの説が唱えられている。その中には、かつて蔵元（宮古島内の貢租を取り扱った場所）の中庭にあり、霊石信仰の対象であったとする説や、陽石、図根点とする説などがある。石垣島にも星見石と呼ばれる同様の形状の石がいくつか残っているが、課税の目安であるとの伝承はなく、農作業のための天体観測の基準点であるなどと伝えられている。前出の黒島は、人頭税石は低い石を伴っており、かつては海辺近くにあったことから、航海のための天体観測に用いられたのではないかと推測している。
なお、宮古島南部の七又にも鬼の杵（ウンヌンナック）・神の杵（カンヌンナック）と呼ばれる高低1対の立石があり、黒島は、石の高さや間隔などが共通することから、人頭税石同様に天体観測のためのものと推定している。

### 所在地
この石が現在立っているのは、かつて「ンミャガーニのウプユマタ」（「宮金家の大四辻」の意味。「宮金家東方四辻」とも。）と呼ばれ、荷川取地区の人々が多く集まり、豊年祈願や雨乞いのクイチャー（踊り）が行われた場所であった。かつては現位置より約2.8-3m西にあったという。

## 人頭税
現在、人頭税と呼ばれている税制は、施行されていた当時は「頭懸（ずがかり・ずがけ）」と呼ばれていた。その納税は、穀物（宮古島では主に粟）または反物にて行われており、村の収穫量・身分・性別・年齢によって、税の細かい等級が決められていた。当初は各人に等級に応じた税が課される人頭税であったが、人口の増減によって税収が変動するため、1659年には、人頭税に代わって、毎年の島全体の貢租を一定とし、それを等級を応じて各人に配分する分頭税（定額人頭配賦税）が採用された。
ただし、人頭税（あるいは人頭税的な税制）は、古琉球時代から琉球全域で賦課されており、先島地方には琉球王朝の直接的な支配が及ぶにつれてこの税制が持ち込まれたとする説もある。なお、琉球王国は、沖縄本島においては公有地を年ごとに耕作者を割り当てる地割制を採用していたが、耕作等の状況が異なる先島地方では本島と同様の地割制をとることができなかった。また、頭懸を人頭税と呼ぶようになったのは明治に入ってからであるが、この表現は適切ではなく、頭懸は人頭税ではないとする説もある。
この税制は、琉球処分が行われた後も、琉球士族への懐柔策として古い制度を尊重するという明治政府の方針（旧慣温存政策）のもとで続いたが、1893年（明治26年）頃に廃止運動が興り、その指導者である中村十作（新潟県出身）、平良真牛ほか4人の農民代表が宮古島から東京に上り、帝国議会に陳情を行なった。それらの運動の結果、1637年から続いた人頭税（分頭税）制度は1903年（明治36年）に廃止された。